# La vida era eso
Pour plus de détails, voir Fiche technique et Distribution.
La vida era eso (littéralement « la vie, c'était ça ») est un film espagnol réalisé par David Martín de los Santos, sorti en 2020.

## Synopsis
Deux Espagnoles de générations différentes se rencontrent dans une chambre d'hôpital en Belgique. 

## Fiche technique
- Titre : La vida era eso
- Réalisation : David Martín de los Santos
- Scénario : David Martín de los Santos
- Photographie : Santiago Racaj
- Montage : Miguel Doblado et Lucía Palicio
- Production : José Carlos Conde et Damián París
- Société de production : Canal Sur Televisión, La vida era eso, Lolita Films, Magnética Cine, Mediaevs et Smiz and Pixel
- Pays :  Espagne
- Genre : Drame
- Durée : 109 minutes
- Dates de sortie : 
  -  Japon : 6 novembre 2020 (festival international du film de Tokyo)
  -  Espagne : 10 décembre 2021

## Distribution
- Petra Martínez : María
- Anna Castillo : Verónica
- Florin Piersic Jr. : Luca
- Ramón Barea : José
- Daniel Morilla : Juan
- María Isabel Díaz Lago : Iloveny
- Christophe Miraval : Pedro
- Maarten Dannenberg : Julio
- Annick Weerts : Elisa
- Hugo Megret : Antonie
- Alina Nastase : Cristina
- Nelson Dante : Sebastián
- Carmen Karmar : La Yoli

## Distinctions
Le film a été nommé pour deux prix Goya.